# 단층마찰면

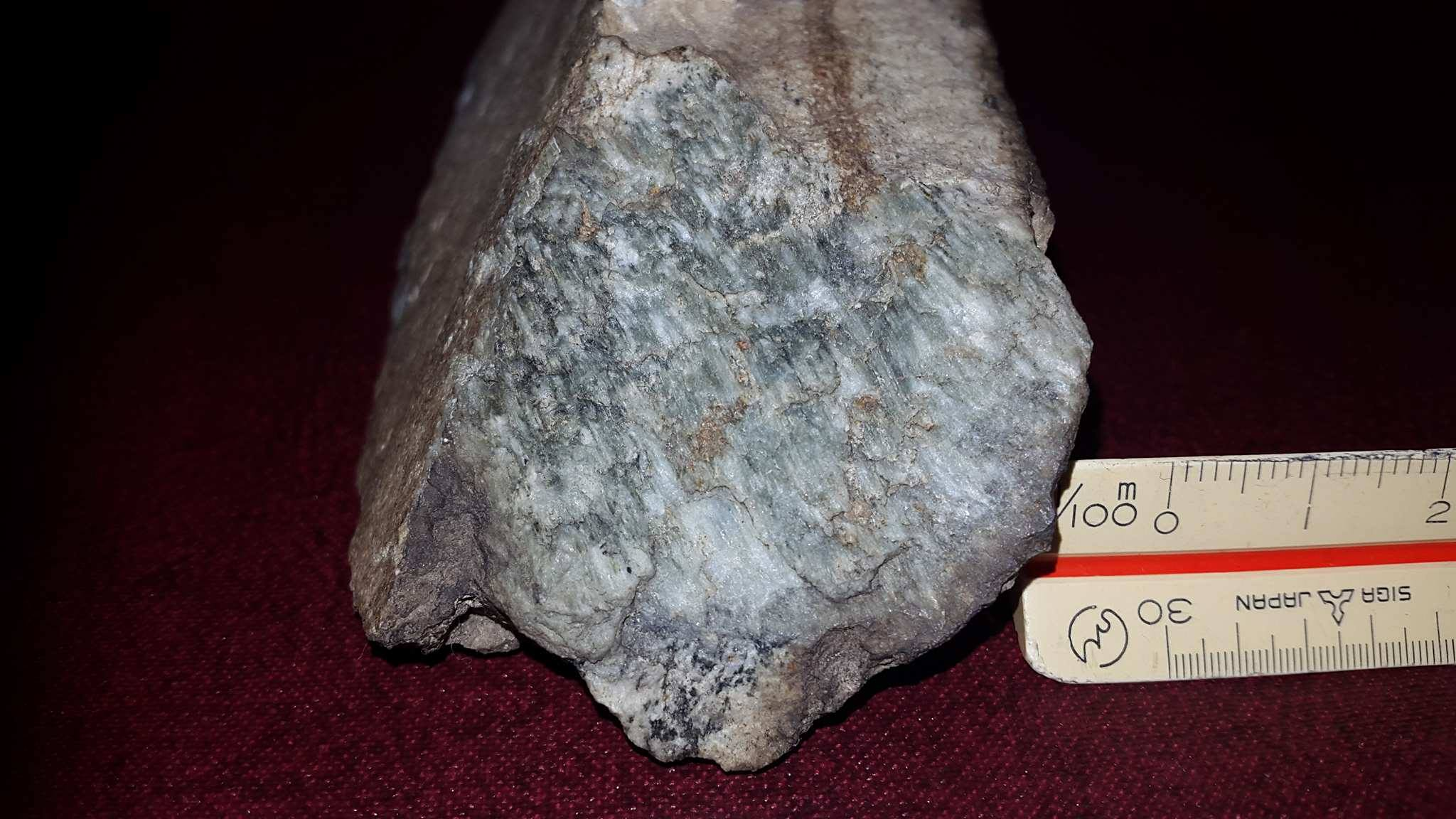
경기도 연천군의 노두에서 난 단층활면 표본. 단층이 움직인 방향을 따라 석영 계단이 자라 있다.

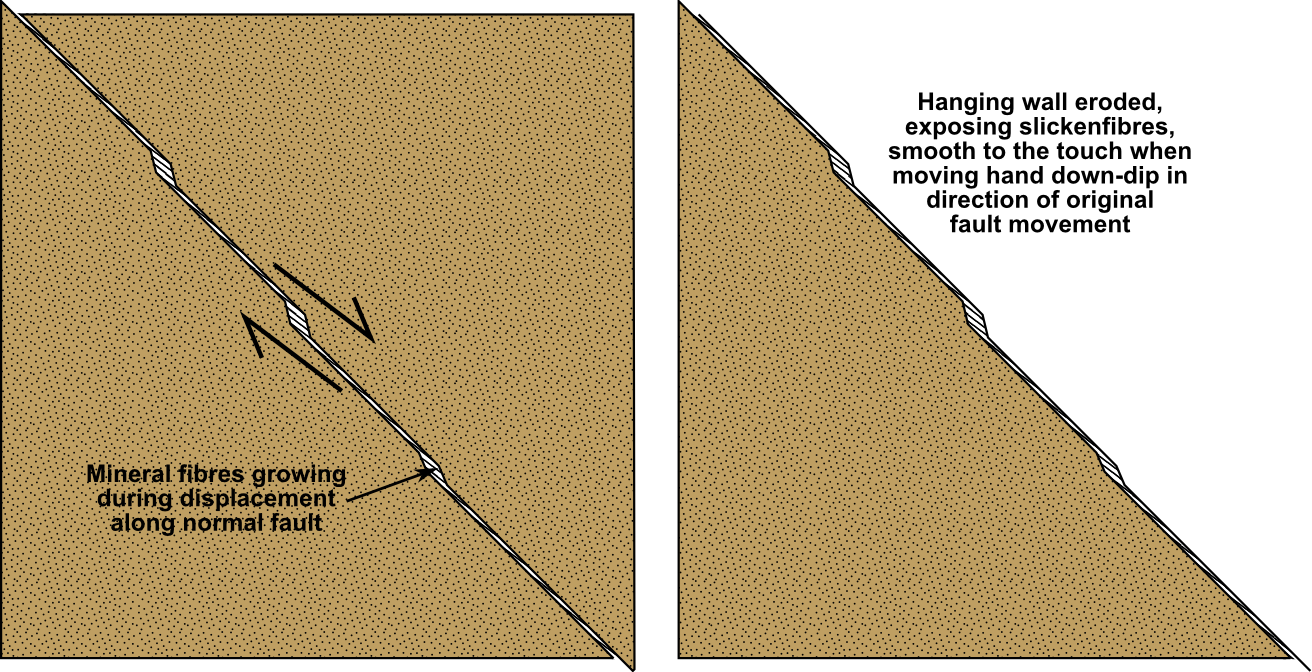
단층운동 과정에서 단층마찰면의 광물섬유와 단이 만들어지며, 이것을 만져보면 단층운동 방향을 알 수 있다.

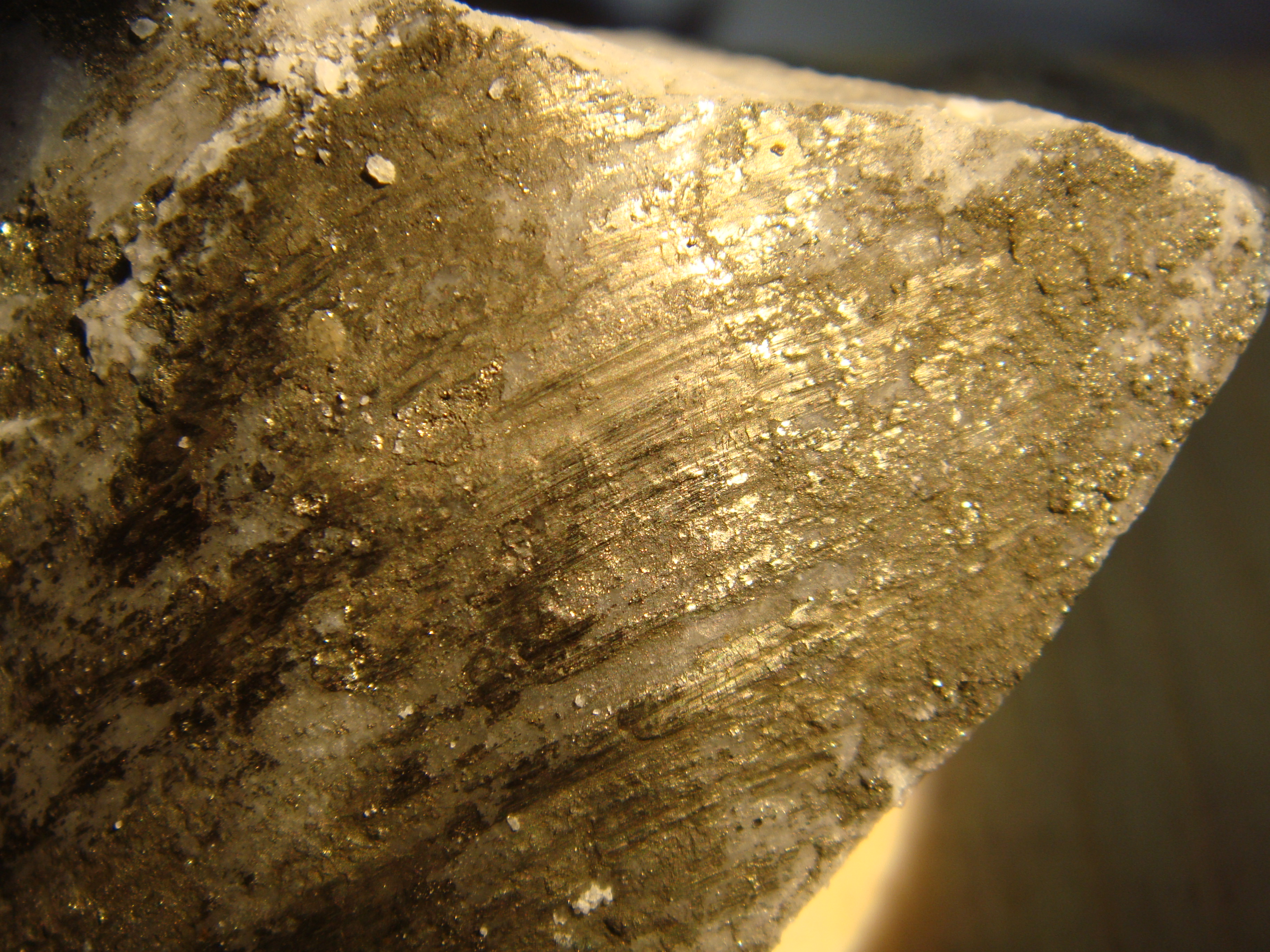
황철석의 우선성 단층마찰면

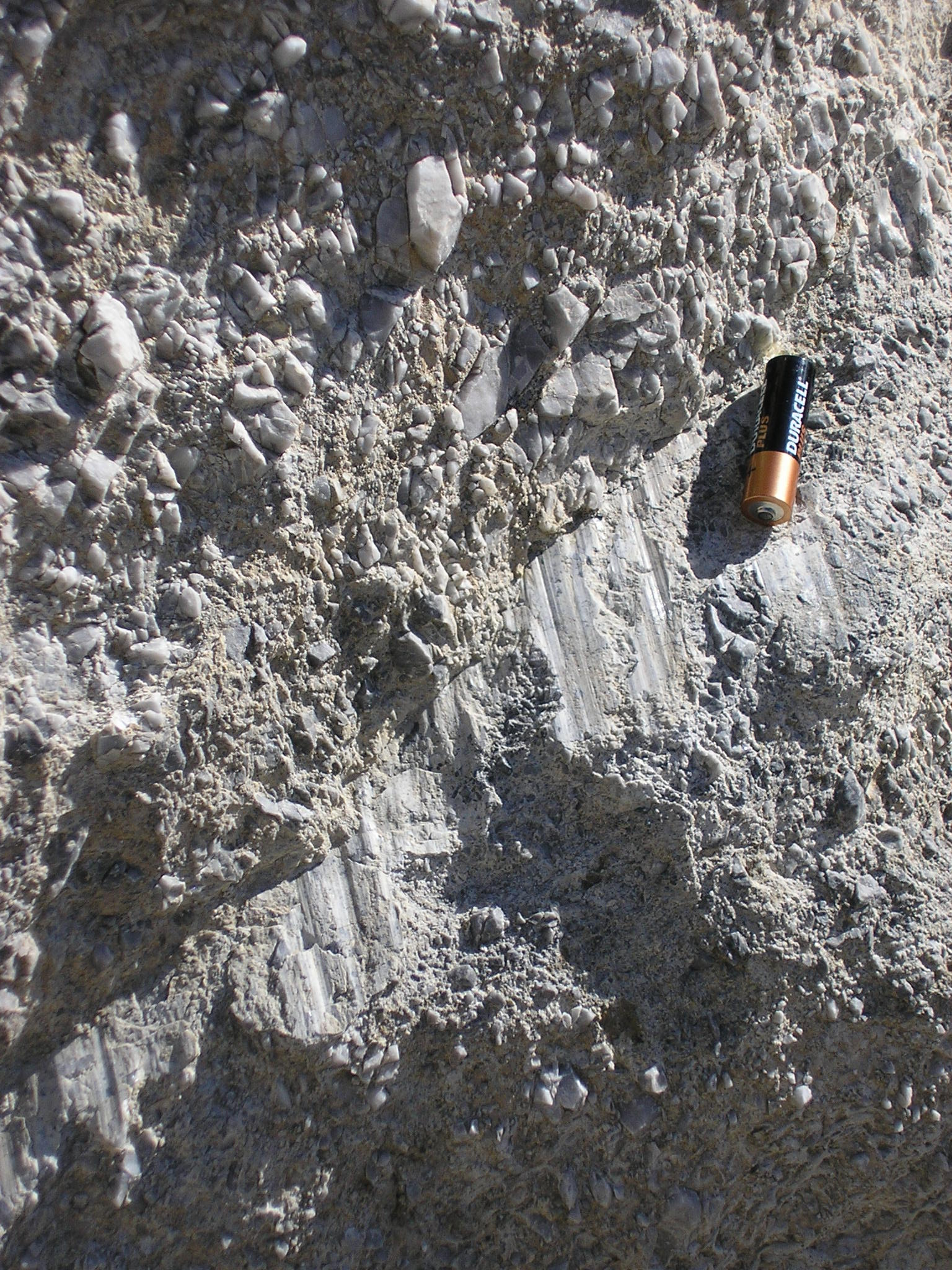
스페인 알푸하라스의 작은 규암 단층에 발달된 단층마찰면

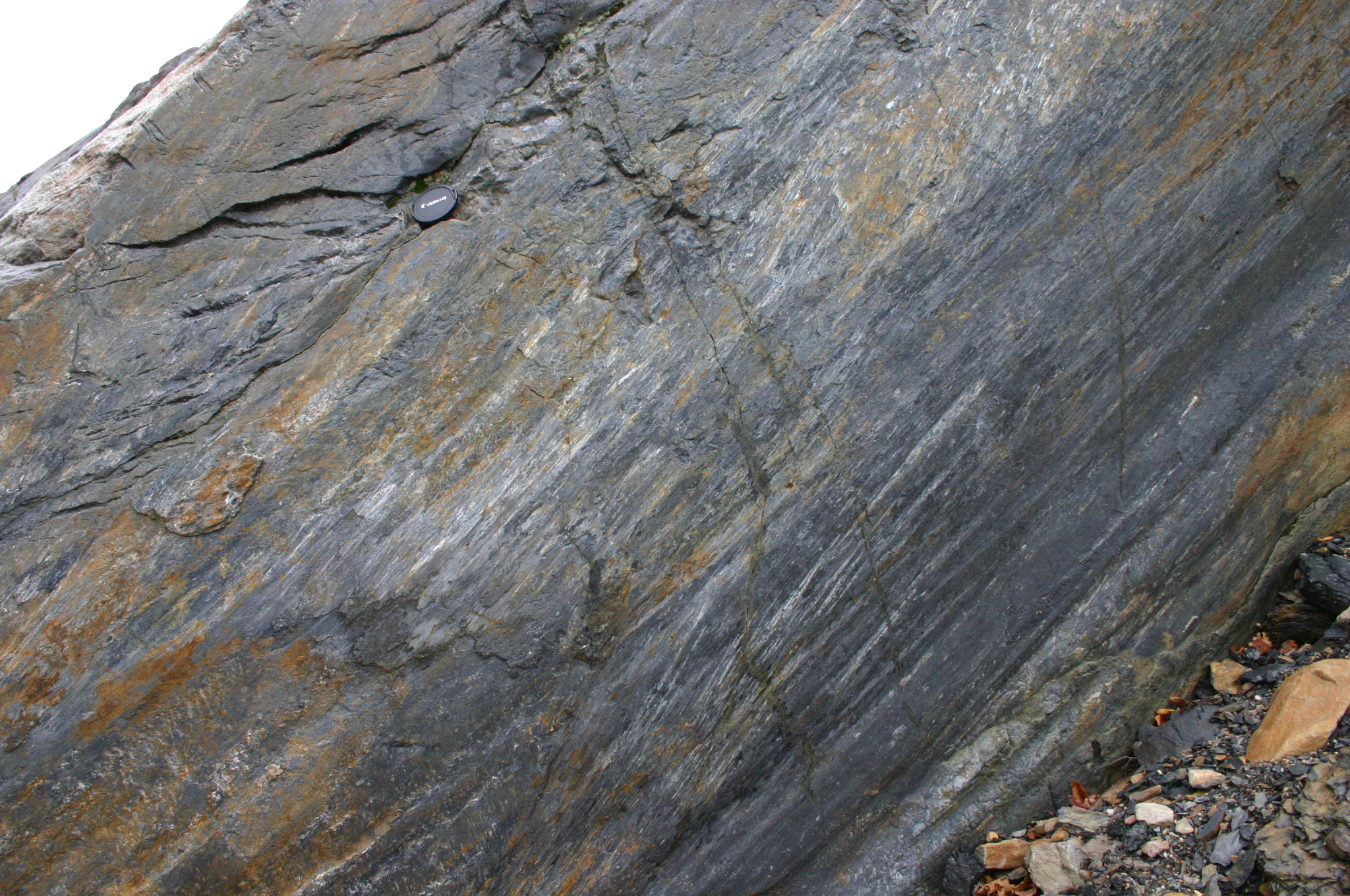
미국 베어밸리 노천광산 남쪽 단층면의 단층마찰면. 렌즈캡 지름은 5.8cm.

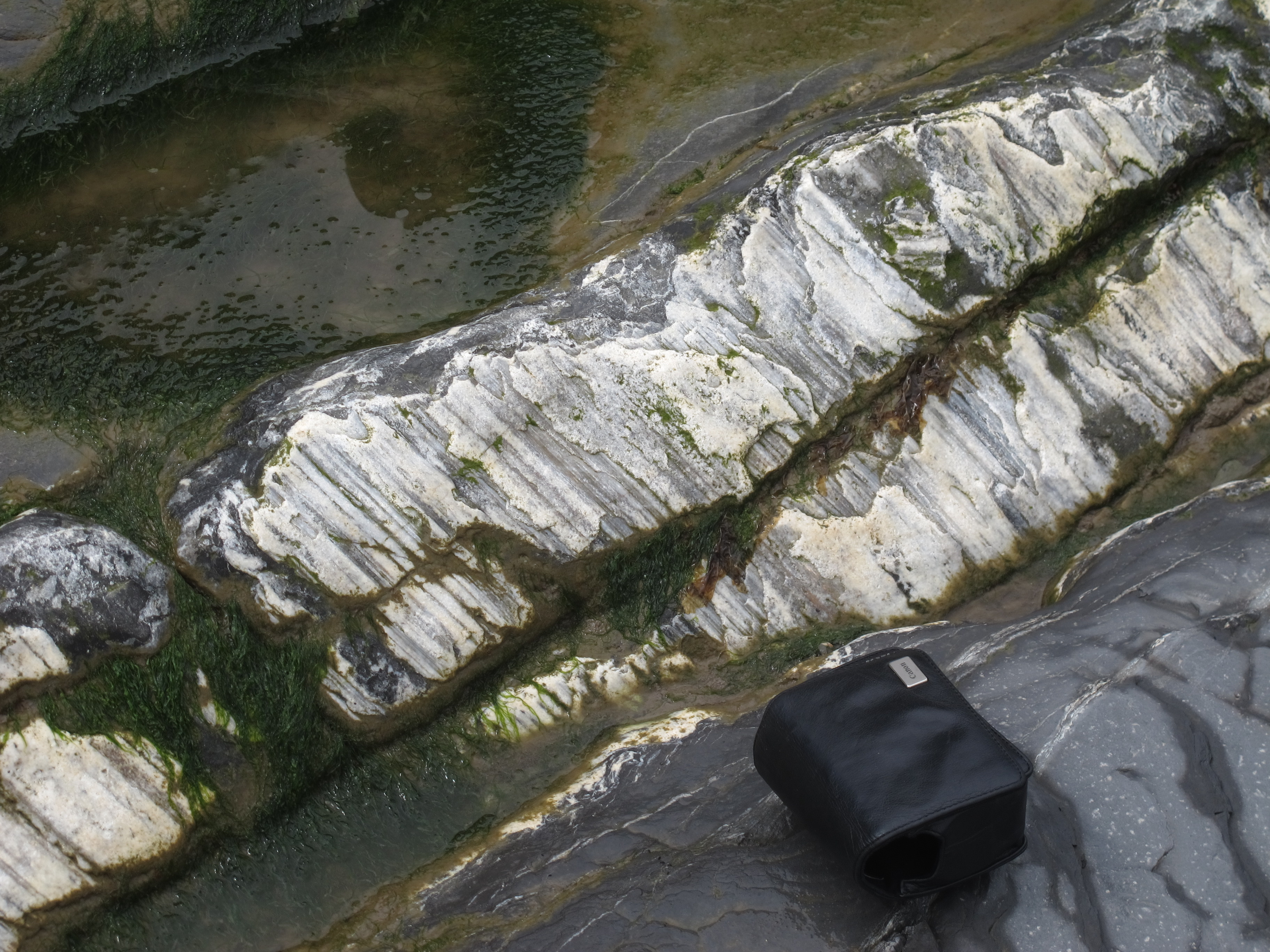
방해석 단층마찰면. 영국 서머싯 주 클라이브 동부의 정단층

단층마찰면(斷層摩擦面, Slickenside)은 단층면에 발달하는 부드러운 구조로, 흔히 단층의 운동 방향에 평행하게 발달한다. 단층거울면, 단층경면(斷層鏡面)이라고도 한다. 일반적으로 단층마찰면에는 단층운동방향으로 조선(條線)이 나타난다. 단층운동 과정에서 단층마찰면에는 광물섬유가 발달하며, 이것 또한 단층의 운동방향을 보여준다. 단층면에서 광물섬유의 발달이 불규칙적이기 때문에, 일반적으로 단층운동방향의 수직방향으로  단(段)이 나타난다. 마치 물고기 비늘을 머리부터 꼬리 방향으로 만졌을 때 매끄러운 것처럼 단층마찰면도 떨어져나간 부분의 단층운동방향을 따라서 만지면 더 매끄럽게 느껴진다.
토양학에서의 마찰경면(摩擦鏡面, Slickenside), 또는 마찰거울면은 팽창성 점토 함량이 높은 토양의 균열이 움직이면서 나타나는 광택성 표면이다. 마찰거울면은 큐탄(Cutans)의 일종이다. 오스트레일리아 토양분류체계에 따르면, 마찰거울면은 버티솔(Vertisol) 토양의 특징이다.

## 참고 문헌
- Allaby, A. and Allaby, M. (Eds). 1990. The Concise Oxford Dictionary of Earth Sciences. New York, USA: Oxford University Press.
- McDonald, R. C. et al. 1990.  The Australian Soil and Land Survey Field Handbook, 2nd Ed. Melbourne, Australia: Inkata Press.
- Microtectonics, by C.W.Passchier and R.A.J.Trouw, 2nd rev. and enlarged ed., 2005, XVI, 366 p., 322 illus., with CD